# Kidmore End
 (septembre 2023).
Kidmore End est une paroisse civile et un village de l'Oxfordshire, en Angleterre.